# Alfred Fabre-Luce
Alfred Fabre-Luce, född 16 maj 1899 i Paris, död där 17 maj 1983, var en fransk författare.
Alfred Fabre-Luce verkade inom flera olika genrer och skrev romaner, essäer och biografier, bland annat La vie de D.H. Lawrence (1935) och Benjamin Constant (1939) men gjorde sig främst känd för sina politiska studier och samtidsskildringar som Russie 1927 (1928), Le secret de la république (1938), Histoire secrète de la conciliation de Munich (1938), Journal de la France, mars 1939–juillet 1940 (1940) och dess fortsättning Journal de la France, août 1940–avril 1942 (1942), där han ställde sig sympatisk till Philippe Pétain och samtidigt riktade kritik mot judarna och företrädare för de andra politiska partierna och Charles de Gaulle. Efter kriget utgav han Une tragédie royale (1948), en skildring av Leopold III av Belgien.